# دایره تردید
مجموعه دایره تردید مجموعه‌ای تلویزیونی به کارگردانی امیر قویدل و به نویسندگی فرهاد توحیدی و خشایار الوند محصول سال  ۱۳۸۱ - ۱۳۸۲ است. تصويربرداري اين سريال از ۱۵ مهر ۱۳۸۱، در تهران آغاز شد و به مدت شش ماه ادامه يافت.  این مجموعه در ۳۱ خرداد ۱۳۸۳ از سیمای جمهوری اسلامی ایران روی آنتن رفت.

## جوایز و نامزدها
| ۱۳٨۴ | هشتمین دوره جشن حافظ |                                  |                             |          |
| ۱۳٨۴ | هشتمین دوره جشن حافظ | بهترین مجموعه تلویزیونی          | سعید حاجی میری              | نامزدشده |
| ۱۳٨۴ | هشتمین دوره جشن حافظ | بهترین فیلمنامه تلویزیونی        | فرهاد توحیدی و خشایار الوند | نامزدشده |
| ۱۳٨۴ | هشتمین دوره جشن حافظ | بهترین بازیگر مرد درام تلویزیونی | فرامرز صدیقی                | برنده    |

## خلاصه داستان
هر قسمت از سریال دایره تردید یک ماجرای پلیسی روایت می‌شود. داستان‌های سریال دایره تردید عموماً به ماجراهای جنایی مربوط می‌شوند و در هر قسمت یک اتفاق رخ می‌دهد که آن ماجرا توسط کارآگاه پلیس و دستیارانش کشف رمز شده و متهمین دستگیر می‌شوند.

## بازیگران ثابت
فرامرز صدیقی در نقش سرهنگ کمال پرتو
علی اوسیوند در نقش سروان علی هدایت
رضا رضوی در نقش ستوان بهرام آذرنگ
محمد فیلی در نقش دکتر وثوقی

## ایپزودها
اپیزود اول: تازه کار؛ بازیگران مهمان: داوود رشیدی، فخری خوروش، اصغر بیچاره، مهدی کاشانیان، محمد یگانه، علی برجسته (این اپیزود، داستانی سه قسمتی بوده و با توجه اطلاعات تیتراژ آغازین، بر اسای داستان "بازجویی بی نتیجه"، نوشته "فردریک فورسایت" ساخته شده است).
اپیزود دوم: از میان مردگان؛ بازیگران مهمان: حسین افشار، سیروس اسنقی (این اپیزود، داستانی تک قسمتی است).
اپیزود سوم: جای امن؛ بازیگران مهمان: مهدی میامی، شهناز شهبازی، امیر مهدی کیا، علی عبادت طلب (این اپیزود، داستانی سه قسمتی است).
اپیزود چهارم: طناب؛ بازیگران مهمان: منوچهر اخضرپور، لیلا بوشهری، سیامک قدکچیان، زویا امامی، سید محسن نبوی، هاشم فامیل روحانی (این اپیزود، داستانی سه قسمتی است).
اپیزود پنجم: معما؛ بازیگران مهمان: رامسین کبریتی، بی تا حیدری، عطاءاله مرادی، مهرداد فلاحتگر، ابراهیم شجاعی (این اپیزود، داستانی سه قسمتی است).
اپیزود ششم: شعله های سرکش؛ بازیگران مهمان: فرشید زارعی فرد، رامین نعمتی، تورج نصر، هما خاکپاش، سعید نورالهی (این اپیزود، داستانی چهار قسمتی است).
اپیزود هفتم: جنایت و مکافات؛ بازیگران مهمان: الهام چرخنده، فرشید نوابی، سعید پیردوست، محمدرضا حقگو، محمد برسوزیان، فاطمه طاهری، مهوش وقاری، سیامک اشعریون، سیروس میمنت (این اپیزود، داستانی سه قسمتی بوده و باید اضافه کرد که با تاثیرپذیری از داستان جنایت و مکافات داستایوفسکی طراحی شده و در داستان سریال نیز بارها به این رمان و سریال روسی ساخته شده بر اساس آن اشاره می شود).
اپیزود هشتم: سایه شک؛ بازیگران مهمان: امید آهنگر، رضا فیض نوروزی، اصغر بیچاره، کامبیز کاشفی، حسن محمدی، مونا داوودنژاد، آمنه کیوانی، علی امیراحمدی (این اپیزود، داستانی سه قسمتی است).
اپیزود نهم: چای دو رنگ؛ بازیگران مهمان: اسفندیار مهرتاش، امید زندگانی، مونا فرجاد، فریده دریامج، مریم سلطانی، سید جلال طباطبایی، علی فرهبد (این اپیزود، داستانی سه قسمتی است).
اپیزود دهم: یاکوزا؛ بازیگران مهمان: بهزاد خداویسی، صالح میرزاآقایی، فلور نظری، مهرداد فلاحتگر (این اپیزود، داستانی چهار قسمتی است).